# Katedra Kościoła Chrystusowego w Lisburn
Katedra Kościoła Chrystusowego w Lisburn (ang. Christ Church Cathedral, Lisburn, znana również jako Katedra w Lisburn (ang.  Lisburn Cathedral) – kościół katedralny diecezji Connor w Kościele Irlandii. Mieści się w Lisburn, w Irlandii Północnej, w prowincji kościelnej Armagh. Wcześniej kościół św. Tomasza, jest obecnie jedną z dwóch katedr w diecezji, drugą z nich jest katedra św. Anny w Belfaście. Dziekan i kapituła katedry w Lisburn są znani jako dziekan i kapituła św. Zbawiciela w Connor na cześć oryginalnej katedry w Connor.
Obecna budowla została rozpoczęta w 1708 roku po tym, jak jej poprzednik został spalony. Na uwagę zasługują galerie z siedzeniami w nawie głównej i ośmiokątna iglica, która jest najwyższym punktem w Lisburn.
Kamień węgielny pod budowę katedry został położony w 1708 roku, rok po spaleniu poprzedniej świątyni. Iglica została dodana w 1804 roku, a prezbiterium zostało wzniesione i poświęcone w 1889 roku. W 1662 roku król Karol II Stuart ustanowił świątynię kościołem katedralnym i siedzibą biskupa diecezji Down i Connor. W 2003 roku, drzwi frontowe z 1796 roku zostały wymienione i w 2004 roku zegar zaczął ponownie grać melodyjki kurantowe. W 2006 roku pomieszczenia zakrystii zostały gruntownie odnowione, dodano również sztuczne oświetlenie.